# Marek Košút
Marek Košút (26. září 1988 Považská Bystrica – 7. června 2025) byl slovenský fotbalový útočník.

## Kariéra
V nejvyšší slovenské soutěži debutoval již v osmnácti letech v dresu FC Nitry. Stejný zápas rozhodl svým premiérovým gólem, čímž tým vyhrál nad Ružomberkem. V klubu ale působil již od svých šestnácti let. V mládežnických kategoriích nastupoval slovenskou reprezentaci.
V nejvyšší slovenské soutěži zaznamenal šestnáct startů a dalších třináct zápasů odehrál ve druhé lize. Kromě Nitry nastupoval také za FK Slovan Duslo Šaľa, FKM Nové Zámky, nebo FC Slovan Galanta.

## Smrt
Marek Košút zemřel 7. června 2025 po pádu z balkonu ve věku 36 let. O jeho úmrtí bylo informováno o dva dny později.